# Jean-Claude Hertzog
Jean-Claude Hertzog (ur. 13 września 1935 w Bordeaux, zm. 24 listopada 2005 tamże) – francuski duchowny katolicki, biskup pomocniczy Bordeaux w latach 2002-2005.

## Życiorys
Święcenia kapłańskie przyjął 30 czerwca 1962 i został inkardynowany do archidiecezji Bordeaux. Był m.in. asystentem żeńskiej Akcji Katolickiej, wikariuszem biskupim ds. duszpasterstwa powołań dorosłych, a także ekonomem diecezjalnym i wikariuszem generalnym.
24 października 2002 papież Jan Paweł II mianował go biskupem pomocniczym Bordeaux oraz biskupem tytularnym Tigias. Sakry biskupiej udzielił mu 22 grudnia tegoż roku arcybiskup Bordeaux, Jean-Pierre Ricard.
Zmarł na udar mózgu 24 listopada 2005.